# 천안함 프로젝트
《천안함 프로젝트》(PROJECT CHEONAN SHIP)는 대한민국의 다큐멘터리 영화이다. 천안함 침몰 사건의 침몰 원인에 대한 의혹을 제기하고 구조가 뒤늦게 시작된 점에 대한 비판을 담고 있다. 영화제작비는 크라우드 펀딩으로 조달됐다. 천안함 사망자들과 구조, 대응에 참여한 군인들은 자신들의 명예가 훼손되었다며 상영금지 가처분 신청을 냈다가 9월 5일 목요일에야 개봉하였다.

## 출연

### 주연
- 강신일

### 조연
- 승의열
- 이계영
- 이한일
- 손경원
- 김신용
- 홍성기
- 김병철

## 기타
- 프로듀서: 최필선
- 제작팀장: 나채형
- 제작지원: 문정민
- 제작관리: 고승민
- 제작관리: 천가영
- 제작투자: 정상민
- 조감독: 최정윤
- 조감독: 박종일
- 믹싱: 김수현
- 사운드: 이택환
- 특수시각효과: 백승우
- 분장: 오창렬
- 분장팀: 이시내
- 분장팀: 박시현
- 의상: 설용근
- 의상: 이윤정
- 촬영B: 추광채
- 사운드디자이너: 김수현
- 디지털처리: 백승우
- 영상위원회: 홍성욱
- 영상위원회: 배상진
- 마케팅부문: 백혜정
- 마케팅부문: 남은숙
- 마케팅부문: 최유리
- 마케팅부문: 서유진
- 마케팅부문: 남유경
- 마케팅부문: 김찬
- 마케팅부문: 김다혜
- 번역: 박현아
- 번역: 이주영
- 연출지원: 천광우

## 메가박스 상영 중단
메가박스가 주말을 앞두고 9월 7일 토요일 0시 이후로 상영을 중단했다. 메가박스는 고객의 안전을 보장할 수 없게 되었다고 해명했다. 천안함 프로젝트 제작진은 메가박스 측이 부당한 압력을 받은 것 아니냐는 의혹을 제기하였다. 그러나 지목된 보수 단체는 자신들과는 무관하다고 밝혔다.

## 같이 보기
- 천안함 랩소디